# Roger La Rue
Roger La Rue (né le 10 avril 1959 à Saint-Jean-sur-Richelieu au Québec) est un comédien québécois diplômé de l'école nationale de théâtre en 1983.
Il a surtout joué au théâtre notamment dans des pièces du dramaturge Michel Tremblay.

## Théâtre
- 1983: Offenbach Bis de Jacques Offenbach M.e.s. : René-Daniel Dubois, Production Ensemble Cantabile
- 1983: La Tempête de Shakespeare M.e.s. : Michel Garneau, Festival du Vieux-Port de Montréal
- 1984: En attendant Godot de Samuel Beckett (Lucky et le garçon) M.e.s. : Jean Salvy, Café de la Place
- 1984: Les gros oiseaux, spectacle de poésie M.e.s. : Michel Garneau
- 1984: Lili d’Isabelle Gauchy (Blitstern) M.e.s. : Michel Garneau, Centre national des Arts
- 1985: Sortie de secours de Louise Bombardier M.e.s. : Claude Poissant, Théâtre Petit à Petit
- 1985: L’Avare de Molière (Laflèche) M.e.s. : John Van Burek, Théâtre du Petit Bonheur, Toronto
- 1986: À nous deux de Daniel Rochette M.e.s. : Daniel Rochette, Théâtre d’été de Baie-Comeau
- 1986: Opéra au long titre d’Armand Gatti (Aumônier) M.e.s. : Armand Gatti, École nationale de théâtre du Canada
- 1986: Folie furieuse de Robert Bellefeuille (Jumeau) M.e.s. : Robert Bellefeuille, Théâtre de la Vieille 17
- 1987: Toupie Wildwood de Pascale Rafie M.e.s. : Dominic Champagne, Théâtre Il va sans dire
- 1987: 15 août 1985 de Joël Richard M.e.s. : Pierre Collin, Centre national des Arts
- 1987: Les Paravents de Jean Genet M.e.s. : André Brassard, Centre national des Arts/Théâtre du Nouveau Monde
- 1987-1989: Les Feluettes de Michel Marc Bouchard (père St-Michel et baron de Hue) M.e.s. : André Brassard, Centre national des Arts/Théâtre Petit à Petit
- 1988: Adieu, Docteur Munch de René-Daniel Dubois (Karl Octavius Munch) M.e.s.: Joseph St-Gelais, Théâtre d’Aujourd’hui
- 1988: Un amour de décorateur de H. Parker (Boxeur) M.e.s. : Jean Faucher, Théâtre d’été du Mont Jacob
- 1989: Les Fridolinades de Gratien Gélinas, M.e.s. : Denise Filiatrault, Théâtre du Rideau Vert et en tournée
- 1989: Richard III de Shakespeare M.e.s. : André Brassard, Théâtre du Rideau Vert/Centre national des Arts
- 1990: L'Illusion comique de Pierre Corneille M.e.s. : André Brassard, Nouvelle Compagnie Théâtrale
- 1990: Vice et versa de Ray Cooney M.e.s. : François Barbeau, Théâtre des Marguerites
- 1990: Bousille et les Justes de Gratien Gélinas M.e.s. : André Brassard, Compagnie Jean-Duceppe
- 1991: La trilogie des Brassard de Michel Tremblay M.e.s. : André Brassard, Théâtre d’Aujourd’hui
- 1991: Double bluff M.e.s. : François Barbeau, Théâtre des Marguerites
- 1991: Shakespeare… un monde qu’on peut apprendre par cœur de Michel Garneau M.e.s. : Martin Faucher, Nouvelle Compagnie Théâtrale
- 1993: Le Temps des lilas de Marcel Dubé (Horace) M.e.s. : André Brassard, Théâtre du Rideau Vert
- 1993: Ce soir on danse de Richard Harris M.e.s. : François Barbeau, Théâtre Saint-Sauveur
- 1993: Contes d’hiver ’70 de Anne Legault M.e.s. : André Brassard, Théâtre d’Aujourd’hui
- 1993-1994: Les Grandes Chaleurs de Michel Marc Bouchard M.e.s. : Fernand Rainville, Théâtre La Relève à Michaud/Théâtre le Patriote, Sainte-Agathe
- 1994: La Mouette d'Anton Tchekhov M.e.s. : André Brassard, Théâtre du Rideau Vert
- 1994: Un tramway nommé Désir de Tennessee Williams (Mitch) M.e.s. : Claude Poissant, Théâtre Populaire du Québec et tournée
- 1994-1997: Cabaret neiges noires de Dominic Champagne (Claude) M.e.s. : Dominic Champagne, Théâtre il va sans dire/Théâtre La Licorne/Florence/Club Soda
- 1995: Le désir de Michel Marc Bouchard M.e.s. : Sophie Clément, Théâtre des Hirondelles
- 1995: Mère Courage et ses enfants de Bertolt Brecht M.e.s. : André Brassard, Théâtre du Rideau Vert
- 1995: La Fontaine ou la comédie des animaux d'Antonine Maillet, Théâtre du Rideau Vert
- 1995-1997: Lolita de Dominic Champagne M.e.s. : Dominic Champagne, Théâtre Il va sans dire/Théâtre de la Manufacture/Théâtre Rialto
- 1996: Prière de ne pas m’envoyer de fleurs! de Normand Barrash et Caroll Moore (Paul-Émile) M.e.s. : Monique Duceppe, Théâtre Ste-Adèle
- 1996: Rhinocéros d’Eugène Ionesco (Botard) M.e.s. : René Richard Cyr, Nouvelle Compagnie Théâtrale
- 1997: Pierre et Marie... et le démon de Michel Marc Bouchard (Pierre) M.e.s. : Martin Faucher, Théâtre de Rougemont
- 1997 et 1999: Les huit péchés capitaux, collectif d’auteurs (Bob) M.e.s. : René Richard Cyr et Claude Poissant, Théâtre Petit à Petit (1997) et tournée québécoise (1999)
- 1998: Une visite inopportune de Copi (Cyrille) M.e.s. : André Brassard, Espace GO et tournée québécoise
- 1998: L’homme aux trésors de Marie-Louise Nadeau M.e.s. : Jean-Stéphane Roy, Théâtre de Rougemont
- 1998: Le Mariage de Figaro de Beaumarchais M.e.s. : Guillermo de Andrea, Théâtre du Rideau Vert/Centre national des Arts
- 1999: Encore une fois, si vous permettez de Michel Tremblay (narrateur) M.e.s. : André Brassard, Tournée québécoise et Toronto
- 1999: Les aboyeurs de Michel Marc Bouchard, M.e.s. : Marie Charlebois, Théâtre Beaumont-Saint-Michel
- 1999: Le Barbier de Séville de Beaumarchais (Don Bazile) M.e.s. : René Richard Cyr, Théâtre du Nouveau Monde
- 2000: Rien à voir avec les rossignols de Tennessee Williams, traduction Michel Tremblay (Queen) M.e.s. : Serge Denoncourt, Compagnie Jean-Duceppe
- 2000: Les Jumeaux vénitiens de Carlo Goldoni (Pancrace) M.e.s. : Denise Filiatrault, production Les Films Rozon, Théâtre Saint-Denis
- 2000: Sous le regard des mouches de Michel Marc Bouchard (Cousin) M.e.s. : Michel Marc Bouchard, Compagnie Jean-Duceppe
- 2001: Mal de mère de Pierre-Olivier Scotto (Moïse) M.e.s. : Daniel Roussel, Théâtre de la Dame Blanche
- 2001: Les Fourberies de Scapin de Molière (Silvestre) M.e.s. : Jean-Louis Benoit, Théâtre du Rideau Vert
- 2002: L’état des lieux de Michel Tremblay (Richard) M.e.s. : André Brassard, Théâtre du Nouveau Monde
- 2002-2004: L’Homme de la Mancha d’après Cervantès, adaptation Jacques Brel et 2009 (Le Padre) M.e.s. : René Richard Cyr, Centre culturel de Joliette, Théâtre Denise-Pelletier / Libretto
- 2004: L'Hôtel du libre échange de Georges Feydeau (Bastien) M.e.s. : Normand Chouinard, Théâtre du Nouveau Monde
- 2005: Appelez-moi Stéphane de Claude Meunier et Louis Saia (Stéphane) M.e.s. : Denis Bouchard, Compagnie Jean Duceppe en tournée
- 2005: Un homme en taxi de Ray Cooney (Détective Turcotte) M.e.s. : Claude Maher, Théâtre Le Patriote
- 2005: La savetière prodigieuse de Federico García Lorca (M. Merle) M.e.s. : Martine Beaulne, Théâtre du Nouveau Monde
- 2006: Oncle Vania d’Anton Tchekov (Un domestique) M.e.s. : Yves Desgagnés, Théâtre Jean-Duceppe
- 2007: Félicité d’Olivier Choinière (Gérant) M.e.s. : Sylvain Bélanger, Théâtre de la Manufacture
- 2007: Des grenouilles et des hommes de Michel Duchesne (Jean-Claude) M.e.s. : Joël Legendre, Théâtre des Grands Chênes
- 2007: La Mouette, d’Anton Tchekhov (Medvedenko) M.e.s. : Yves Desgagnés, Théâtre du Nouveau Monde
- 2008: Broussailles d’Éric Durnez (Lecture) (Albert Jardin) Centre des auteurs dramatiques, Maison Théâtre
- 2008: Le gars de Québec de Michel Tremblay, (Marc-Antoine Petit) M.e.s.: Michel Poirier, Théâtre Beaumont-Saint-Michel
- 2008: Oh les beaux jours de Samuel Beckett (Willie) M.e.s. : André Brassard, Théâtre Espace Go
- 2008: Construction de Pierre-Luc Lasalle (Paul) M.e.s.: Daniel Roussel Théâtre du Rideau Vert
- 2008: Élizabeth, roi d’Angleterre de Timothy Findley (Percy, Le Guet) M.e.s.: René Richard Cyr, Théâtre du Nouveau Monde
- 2008-2011: Poésie, sandwichs et autres soirs qui penchent de Loui Mauffette M.e.s : Loui Mauffette, production : Attitude Locomotive
- 2009: Fragments de mensonges inutiles de Michel Tremblay (aumônier) M.e.s. : Serge Denoncourt, Compagnie Jean-Duceppe
- 2009: Dans les charbons de Loui Mauffette M.e.s. : Loui Mauffette, Coproduction Théâtre de Quat’Sous – Théâtre Il va sans dire
- 2009: Le Mariage de Figaro de Beaumarchais (Bazile) M.e.s. : Normand Chouinard, Théâtre du Nouveau Monde
- 2010: Mon corps deviendra froid d'Anne-Marie Côté (Louis) M.e.s. : Stephan Allard, Production du Théâtre de Quat'Sous
- 2010: Félicité d'Olivier Choinière (gérant) M.e.s : Sylvain Bélanger, Théâtre de la Manufacture
- 2010: Scandale de Ray Cooner (Directeur de l'hotel) M.e.s : Normand Chouinard, production Juste pour rire
- 2010: Les contes urbain de d’Yvan Bienvenue, Martin Boisclair, Simon Boulerice, Étienne Lepage et Véronique Pascale, (Rôles divers)M.e.s : Martin Desgagné, Théâtre Urbi Orbi
- 2011: L'esprit de famille d’Éric Assou (gérant)(Yvon) M.e.s : Monique Duceppe, Théâtre de Rougemont et tournée québécoise
- 2011: Le Dindon de Georges Feydeau (Sodignac) M.e.s : Normand Chouinard, TNM et quelques représentations en province
- 2012: Double vie de Ray Cooney (Lucien Toupin) M.e.s : Normand Chouinard, productions Juste pour rire
- 2013: Femme cherche homme désespérément de Carole Tremblay (Rôle multiple) M.e.s: Michel Poirier, Théâtre Ste-Adèle
- 2013: Le balcon de Jean Genet (l'Êvêque) M.e.s : René Richard Cyr, TNM
- 2014: Les voisins de Claude Meunier et Louis Saia Rôle : Bernard M.e.s. : Frédéric Blanchette Théâtre de Rougemont et tournée québécoise
- 2015: Débris d’Ursula Rani Sarma Rôle : Gary M.e.s. : Claude Desrosiers Théâtre de la Manufacture
- 2015: Judy Garland, la fin d’une étoile de Peter Quilter Rôle : Anthony M.e.s. : Michel Poirier La Compagnie Jean Duceppe et tournée québécoise
- 2015: Une heure de tranquillité de Florian Zeller Rôle : Michel M.e.s. : Monique Duceppe La Compagnie Jean Duceppe
- 2016: Le timide au Palais de Tirso de Molina Rôle : Le Duc D’Aveiro M.e.s. : Alexandre Fecteau Théâtre Denise-Pelletier

## Filmographie

### Cinéma
- 1998 : C't'à ton tour, Laura Cadieux de Denise Filiatrault : le policier
- 2010 : Route 132 de Louis Bélanger : le préposé
- 2014 : Love Projet de Carole Laure : monsieur Cowboy
- 2022 : Norbourg de Maxime Giroux : gestionnaire Desjardins

### Télévision
- 2001: Dans une galaxie près de chez vous (série télévisée), troisième saison, épisode 2: Le douanier
- 2010 - 2012 : Les Rescapés : Jean-Paul
- 2013 : Unité 9 : Gérard Biron
- 2019 - 2021 : 5e rang (série télévisée) : Samuel Courtois, alias "Sam"